# Vlag van Westkapelle

Vlag van Westkapelle
(1969-1997)

De vlag van Westkapelle werd na advies van de Stichting voor Banistiek en Heraldiek op 10 februari 1969 bij raadsbesluit vastgesteld als de gemeentelijke vlag van de Zeeuwse gemeente Westkapelle. De beschrijving luidt: 
Drie banen van blauw, wit en prinsengeel, evenwijdig aan de vlaggenstok (vertikaal dus), met op de snijlijn van blauw en wit (ter hoogte van 4/5 van de vlaghoogte) een burcht uit het gemeentewapen, geel op blauw, en blauw op wit van kleur.
De kleuren blauw en prinsengeel van de vlag en de burcht zijn ontleend aan het gemeentewapen. De burcht is ontleend aan de drie burchten uit het gemeentewapen. Voor de herkomst van deze drie burchten zijn twee verklaringen ontstaan:
- De drie burchten staan symbool voor een, in 1514 op het strand, gevonden Romeinse grafsteen (of geloftesteen);[2]
- De stad is drie keer verplaatst: het eerste Westkapelle is verdronken, het tweede is verwoest waarna het huidige Westkapelle is ontstaan.[3]

In 1997 ging de gemeente op in Veere, waardoor de vlag als gemeentevlag kwam te vervallen. In 2021 werd de vlag door het Polderhuis Westkapelle Dijk- en Oorlogsmuseum uit de vergetelheid onttrokken, sindsdien is de vlag weer regelmatig zichtbaar in het Westkappelse straatbeeld. 
Een andere vlag die vaak als de 'Vlag van Westkapelle' wordt afgebeeld is een vlag met zwarte ondergrond en in het midden het Wapen van Westkapelle.

## Verwante afbeeldingen

Het Wapen van Westkapelle

Aardenburg 
· Arnemuiden 
· Axel 
· Baarland 
· Biervliet 
· Biggekerke 
· Borssele 
· Breskens 
· Brouwershaven 
· Bruinisse 
· Burgh 
· Domburg 
· Dreischor 
· Driewegen 
· Duiveland 
· Ellewoutsdijk 
· 's-Gravenpolder 
· Groede 
· Haamstede 
· 's-Heer Abtskerke 
· 's-Heer Arendskerke 
· Hoedekenskerke 
· Hontenisse 
· IJzendijke 
· Kloetinge 
· Kortgene 
· Koudekerke 
· Krabbendijke 
· Kruiningen 
· Mariekerke 
· Meliskerke 
· Middenschouwen 
· Nieuw- en Sint Joosland 
· Nisse 
· Noordgouwe 
· Oostburg 
· Oostkapelle 
· Oud-Vossemeer 
· Oudelande 
· Ovezande 
· Poortvliet 
· Retranchement 
· Rilland-Bath 
· Ritthem 
· Sas van Gent 
· Scherpenisse 
· Schoondijke 
· Sint-Annaland 
· Sint Jansteen 
· Sint-Maartensdijk 
· Sint Philipsland 
· Sluis 
· Sluis-Aardenburg 
· Stavenisse 
· Valkenisse 
· Vogelwaarde 
· Waarde 
· Waterlandkerkje 
· Wemeldinge 
· Westdorpe 
· Westerschouwen 
· Westkapelle 
· Wissenkerke 
· Wolphaartsdijk 
· Zaamslag 
· Zierikzee 
· Zuiddorpe 
· Zuidzande